# Корнетт, Квентин
Квентин Корнетт (фр. Quentin Cornette; род. 17 января 1994, Ла-Сьота) — французский футболист, полузащитник.

## Карьера
Профессиональную карьеру начал в 2012 году в составе клуба «Монпелье Б». 29 августа 2015 года в матче против клуба «Труа» дебютировал в чемпионете Франции.
В 2023 году перешёл в греческий клуб «Волос». 3 сентября 2023 года в матче против клуба АЕК Афины дебютировал в чемпионете Греции.
В 2024 году подписал контракт с клубом «Елимай».

## Достижения
«Амьен»
- Серебряный призёр Лиги 2: 2016/17

«Гавр»
- Победитель Лиги 2: 2022/23

## Клубная статистика
| Игровая карьера | Игровая карьера | Игровая карьера | Лига | Лига | Кубок | Кубок | Межд. | Межд. | СК | СК |
| --------------- | --------------- | --------------- | ---- | ---- | ----- | ----- | ----- | ----- | -- | -- |
| 2019/20         | Амьен           | А               | 13   | 0    | 1     | 0     | —     | —     | —  | —  |
| 2020/21         | Гавр            | Б               | 27   | 1    | 1     | 0     | —     | —     | —  | —  |
| 2021/22         | Гавр            | Б               | 36   | 6    | 1     | 0     | —     | —     | —  | —  |
| 2022/23         | Гавр            | Б               | 31   | 6    | 1     | 0     | —     | —     | —  | —  |
| 2023/24         | Гавр            | А               | —    | —    | —     | —     | —     | —     | —  | —  |
| 2023/24         | Волос           | А               | 10   | 0    | 2     | 0     | —     | —     | —  | —  |
| 2024            | Елимай          | А               | 11   | 1    | 5     | 0     | —     | —     | —  | —  |